# Vieux-Bourg
Vieux-Bourg ist eine französische Gemeinde mit 91 Einwohnern (Stand 1. Januar 2022) im Département Calvados in der Region Normandie. Sie gehört zum Arrondissement Lisieux und zum Kanton Pont-l’Évêque. 
Nachbargemeinden sind Saint-Gatien-des-Bois im Westen und im Norden, Saint-Benoît-d’Hébertot im Osten, Saint-André-d’Hébertot im Südosten und Surville im Süden.

## Bevölkerungsentwicklung
| Jahr      | 1962 | 1968 | 1975 | 1982 | 1990 | 1999 | 2007 | 2015 |
| --------- | ---- | ---- | ---- | ---- | ---- | ---- | ---- | ---- |
| Einwohner | 69   | 74   | 76   | 90   | 87   | 74   | 80   | 87   |

## Sehenswürdigkeiten
- Kirche Notre-Dame aus dem 16. Jahrhundert

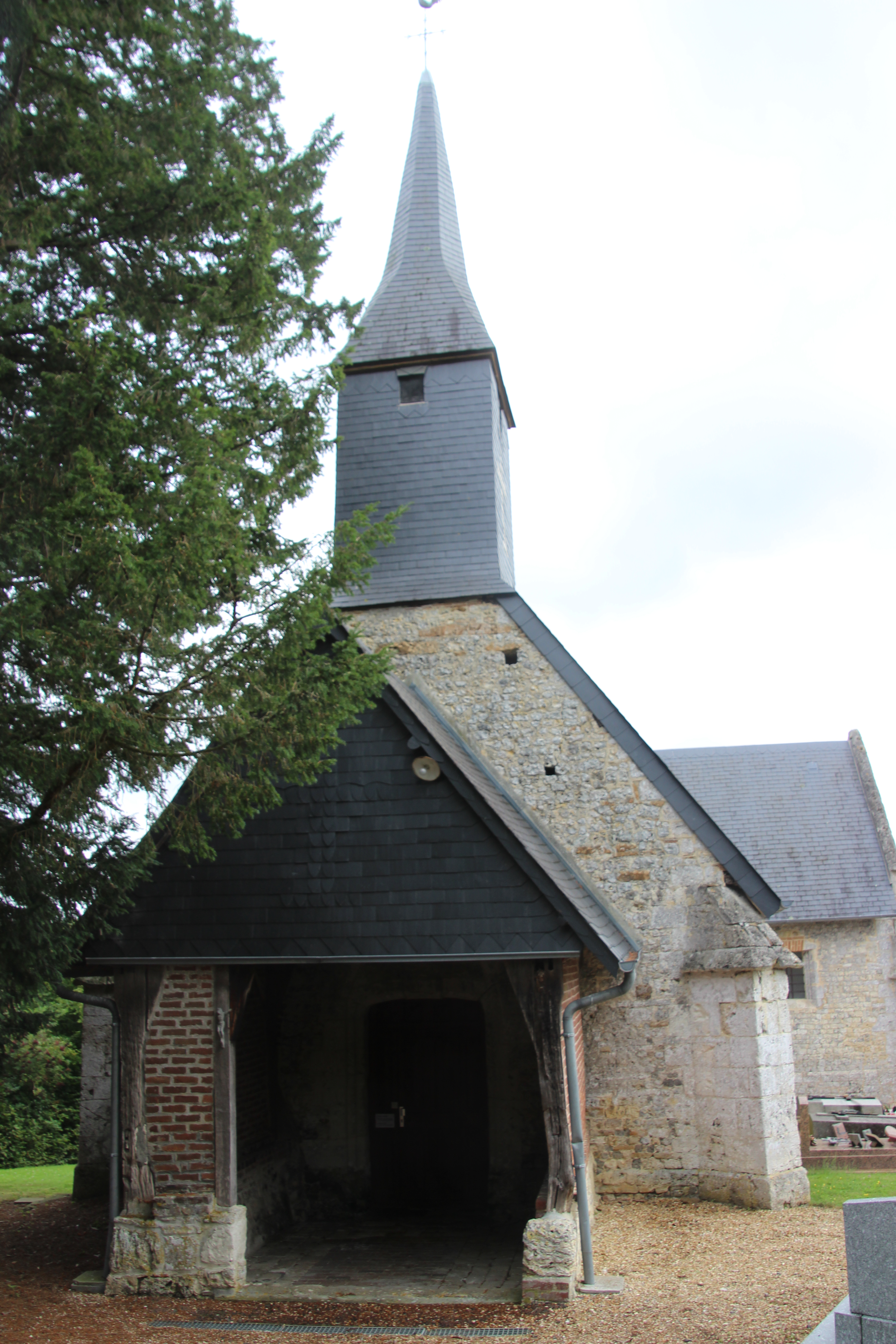
Kirche Notre-Dame